# 신앙 개조 (후기성도)
예수 그리스도 후기성도 교회에서 믿는 13개조의 신앙의 신조로서 교회 교리의 주요 요소가 포함되어 있다.

## 내용
신앙개조는 1830년에 교회가 조직되고 얼마 후에 현대의 첫 번째 선지자이자 예수 그리스도 교회의 첫 번째 교회 회장인 조셉 스미스가 기록한 것이다.
조셉 스미스는 예수 그리스도 후기 성도 교회의 기본 신조를 묻는 사람들에게 가르침과 교리를 13개 항목으로 요약하여 전해주었던 것이다.
그 내용은 다음과 같다.

1. 우리는 영원하신 아버지 하나님과 그의 아들 예수 그리스도와 성신을 믿는다.
2. 우리는 사람이 아담의 범법으로 인하여가 아니라. 그들 자신의 죄로 인하여 형벌을 받음을 믿는다.
3. 우리는 그리스도의 속죄를 통하여, 온 인류가 복음의 법과 의식에 순종함으로써 구원받을 수 있음을 믿는다.
4. 우리는 복음의 첫째 되는 원리와 의식은 첫째 주 예수 그리스도를 믿는 신앙, 둘째 회개, 셋째 죄 사함을 위한 침수로써의 침례, 넷째 성신의 은사를 위한 안수례임을 믿는다.
5. 우리는 사람이 복음을 전파하고 그 의식을 집행하기 위해서는 예언에 의하여 또 권세 있는 자에 의한 안수로써 하나님으로부터 부름 받아야 함을 믿는다.
6. 우리는 초대 교회에 있었던 것과 똑같은 조직 즉 사도, 선지자, 감독, 교사, 축복사 등을 믿는다.
7. 우리는 방언, 예언, 계시, 시현, 병 고침, 방언의 통역 등의 은사를 믿는다.
8. 우리는 정확하게 번역되어 있는 한, 성경이 하나님의 말씀임을 믿으며, 또한 몰몬경도 하나님의 말씀임을 믿는다.
9. 우리는 하나님께서 이제까지 계시하신 모든 것과, 현재 계시하시는 모든 것을 믿으며, 앞으로도 그분이 하나님의 왕국에 관한 많은 위대하고도 중대한 것들을 계시하실 것을 믿는다.
10. 우리는 이스라엘이 문자 그대로 집합하고 그 열 지파가 회복될 것과, 시온(새 예루살렘)이 미 대륙에 세워질 것과 그리스도께서 친히 지상에서 다스리실 것과 땅이 새로워지고 낙원의 영광을 받게 될 것을 믿는다.
11. 우리는 우리 자신의 양심의 지시에 따라 전능하신 하나님을 예배할 특권이 있음을 주장하며, 또 모든 사람에게 그들이 어떻게, 어디에서, 혹은 무엇이라도 예배할 수 있는 똑같은 특권을 허용한다.
12. 우리는 왕, 대통령, 통치자, 장관에게 복종할 것과, 법률을 순종하고 존중하며 지지할 것을 믿는다.
13. 우리는 정직, 진실, 순결, 인자, 유덕, 그리고 만인에게의 선행을 믿는다. 진실로 우리는 바울의 훈계를 따른다 할 수 있으니－우리는 모든 것을 믿으며, 우리는 모든 것을 바라며, 우리는 이미 많은 것을 견디어 왔으니, 모든 것을 견딜 수 있기를 바란다. 무엇이든지 유덕하고 사랑할 만하거나 혹 듣기 좋거나 혹 칭찬할 만한 일이 있으면 우리는 이것들을 구하여 마지않는다.

조셉 스미스.

## 주해
1. ↑  아담의 타락으로 인해서 그 죄로 인한 형벌이 그 후손들에게 유전되어 모든 인류가 형벌을 면치 못한다는 교리의 부정이다. 이는 예수 그리스도께서 십자가 보혈로서 대속하여 인류의 죄값을 치루어 구속하였기 때문이라고 믿고 가르친다. 이는 자신의 죄에 대하여 형벌을 받게 되므로 이를 인식하고 고백하고 버려야 한다는 뜻이다. 또, 후기성도에서 어린아이들은 죄가 없으므로 침례가 주어지지 않는다. 어린아이로 죽은 자는 모두 해의 왕국의 영광으로 인도되어 구속 받는다고 믿기 때문이다.
2. ↑  이는 신권의 권능에 의해 부름을 받아야 효력이 있음을 의미한다. 이 교회에서는 1829년 5월 15일 조셉스미스 2세와 서기 올리버 카우드리가 몰몬경을 번역하는 도중에 죄사함을 위한 침례에 대해 알고자 서스케하나 강변에서 기도하고 있을 때 하늘에서 영광스러운 천사가 나타난 것을 보았는데 그는 자신을 침례 요한이라고 밝혔으며, 그들에게 안수 성임하여 회개와 침례의 성역을 베풀 수 있는 아론 신권을 회복하였고, 이에 따라 그 두 사람은 서로 침례를 베풀었다고 하여, 예수 그리스도 후기성도 교회에서는 이날을 신권회복 기념일로 매년 기념 행사를 갖는다. 이 두 사람은 같은 달 말경에 다시 베드로, 야고보, 요한의 방문을 받고 대신권인 멜기세댁 신권을 성임받았다. 이로써 합당하게 지상에서 그리스도의 복음을 전파하고 의식을 수행하게 되었다고 한다.